# A Szovjetunió az 1956. évi téli olimpiai játékokon
A Szovjetunió az olaszországi Cortina d’Ampezzóban megrendezett 1956. évi téli olimpiai játékok egyik részt vevő nemzete volt. Az országot az olimpián 6 sportágban 53 sportoló képviselte, akik összesen 16 érmet szereztek. A Szovjetunió először vett részt a téli olimpiai játékokon.

## Érmesek
| Érem  | Versenyző | Sportág        | Versenyszám           |
| ----- | --- | -------------- | --------------------- |
| Arany | Jevgenyij Grisin | Gyorskorcsolya | Férfi 500 m           |
| Arany | Jevgenyij Grisin | Gyorskorcsolya | Férfi 1500 m          |
| Arany | Jurij Mihajlov | Gyorskorcsolya | Férfi 1500 m          |
| Arany | Borisz Silkov | Gyorskorcsolya | Férfi 5000 m          |
| Arany | Nemzeti válogatott Jevgenyij Babics Vszevolod Bobrov Alekszej Gurisev Nyikolaj Hlisztov Jurij Krilov Alfred Kucsevszkij Valentyin Kuzin Grigorij Mkrticsan Viktor Nyikiforov Jurij Pantyuhov Nyikolaj Pucskov Viktor Suvalov Genrih Szidorenkov Nyikolaj Szologubov Ivan Tregubov Dmitrij Ukolov Alekszandr Uvarov | Jégkorong      | Férfi                 |
| Arany | Fjodor Tyerentyjev Pavel Kolcsin Nyikolaj Anyikin Vlagyimir Kuzin | Sífutás        | Férfi 4 × 10 km váltó |
| Arany | Ljubov Kozireva | Sífutás        | Női 10 km             |
| Ezüst | Rafael Gracs | Gyorskorcsolya | Férfi 500 m           |
| Ezüst | Ragyja Jerosina | Sífutás        | Női 10 km             |
| Ezüst | Ljubov Kozireva Alevtyina Kolcsina Ragyja Jerosina | Sífutás        | Női 3 × 5 km váltó    |
| Bronz | Jevgenyija Szidorova | Alpesisí       | Női műlesiklás        |
| Bronz | Oleg Goncsarenko | Gyorskorcsolya | Férfi 5000 m          |
| Bronz | Oleg Goncsarenko | Gyorskorcsolya | Férfi 10 000 m        |
| Bronz | Pavel Kolcsin | Sífutás        | Férfi 15 km           |
| Bronz | Pavel Kolcsin | Sífutás        | Férfi 30 km           |
| Bronz | Fjodor Tyerentyjev | Sífutás        | Férfi 50 km           |

## Alpesisí
Férfi
| Versenyző              | Versenyszám      | 1. futam       | 1. futam       | 2. futam | 2. futam | Összesítés | Összesítés |
| Versenyző              | Versenyszám      | Idő            | Hely.          | Idő      | Hely.    | Idő        | Helyezés   |
| ---------------------- | ---------------- | -------------- | -------------- | -------- | -------- | ---------- | ---------- |
| Gennagyij Csertyiscsev | Lesiklás         |                |                |          |          | kizárták   | kizárták   |
| Gennagyij Csertyiscsev | Óriás-műlesiklás |                |                |          |          | 3:48,9     | 55.        |
| Alekszandr Filatov     | Lesiklás         |                |                |          |          | 3:16,6     | 16.        |
| Alekszandr Filatov     | Műlesiklás       | 1:33,5         | 16.            | 2:36,0   | 45.*     | 4:09,5     | 30.        |
| Alekszandr Filatov     | Óriás-műlesiklás |                |                |          |          | 3:27,8     | 33.        |
| Vjacseszlav Melnyikov  | Műlesiklás       | idő nem ismert | idő nem ismert | kizárták | kizárták | kiesett    | kiesett    |
| Jurij Sarkov           | Műlesiklás       | kizárták       | kizárták       | kiesett  | kiesett  | kiesett    | kiesett    |
| Jurij Sarkov           | Óriás-műlesiklás |                |                |          |          | 3:41,8     | 46.        |
| Szergej Susztov        | Lesiklás         |                |                |          |          | kizárták   | kizárták   |
| Viktor Taljanov        | Lesiklás         |                |                |          |          | 3:26,5     | 21.        |
| Viktor Taljanov        | Műlesiklás       | 1:49,2         | 34.            | 2:06,9   | 22.*     | 3:56,1     | 24.        |
| Viktor Taljanov        | Óriás-műlesiklás |                |                |          |          | 3:45,2     | 52.        |

Női
| Versenyző              | Versenyszám      | 1. futam | 1. futam | 2. futam | 2. futam | Összesítés | Összesítés |
| Versenyző              | Versenyszám      | Idő      | Hely.    | Idő      | Hely.    | Idő        | Helyezés   |
| ---------------------- | ---------------- | -------- | -------- | -------- | -------- | ---------- | ---------- |
| Alekszandra Artyomenko | Lesiklás         |          |          |          |          | 1:51,1     | 14.        |
| Alekszandra Artyomenko | Műlesiklás       | kizárták | kizárták | kiesett  | kiesett  | kiesett    | kiesett    |
| Alekszandra Artyomenko | Óriás-műlesiklás |          |          |          |          | 4:04,5     | 44.        |
| Jevgenyija Szidorova   | Lesiklás         |          |          |          |          | 1:59,8     | 37.        |
| Jevgenyija Szidorova   | Műlesiklás       | 56,9     | 3.*      | 59,8     | 10.      | 1:56,7     |            |
| Jevgenyija Szidorova   | Óriás-műlesiklás |          |          |          |          | 2:31,3     | 40.        |

* - egy másik versenyzővel azonos eredményt ért el

## Északi összetett
| Versenyző         | Síugrás  | Síugrás  | Síugrás  | Síugrás  | Síugrás  | Síugrás  | Síugrás | Síugrás | Sífutás | Sífutás | Sífutás | Összesítés | Összesítés |
| Versenyző         | 1. ugrás | 1. ugrás | 2. ugrás | 2. ugrás | 3. ugrás | 3. ugrás | Össz.   | Össz.   | Sífutás | Sífutás | Sífutás | Összesítés | Összesítés |
| Versenyző         | Távolság | Pont     | Távolság | Pont     | Távolság | Pont     | Pont    | Hely.   | Idő     | Pont    | Hely.   | Pont       | Helyezés   |
| ----------------- | -------- | -------- | -------- | -------- | -------- | -------- | ------- | ------- | ------- | ------- | ------- | ---------- | ---------- |
| Leonyid Fjodorov  | 70,5     | 101,0    | 71,0     | 100,0    | 69,0     | (98,0)   | 201,0   | 12.*    | 59:17   | 228,500 | 12.     | 429,500    | 10.        |
| Nyikolaj Guszakov | 67,0     | 98,0     | 72,5     | 102,0    | 70,0     | (96,5)   | 200,0   | 14.     | 58:17   | 232,300 | 8.      | 432,300    | 7.         |
| Uno Kajak         | 59,0     | (84,0)   | 64,5     | 92,0     | 66,5     | 94,5     | 186,5   | 27.     | 1:00:48 | 222,600 | 18.**   | 409,100    | 26.        |
| Jurij Moskin      | 75,5     | 110,5    | 79,5     | (83,5)   | 77,0     | 107,0    | 217,5   | 1.      | 1:04:18 | 209,100 | 31.     | 426,600    | 13.        |

* - egy másik versenyzővel azonos eredményt ért el

** - két másik versenyzővel azonos eredményt ért el

## Gyorskorcsolya
| Versenyző              | Versenyszám | Eredmény      | Helyezés      |
| ---------------------- | ----------- | ------------- | ------------- |
| Borisz Cibin           | 10 000 m    | 17:03,4       | 9.            |
| Oleg Goncsarenko       | 5000 m      | 7:57,5        |               |
| Oleg Goncsarenko       | 10 000 m    | 16:42,3       |               |
| Rafael Gracs           | 500 m       | 40,8          |               |
| Jevgenyij Grisin       | 500 m       | 40,2          |               |
| Jevgenyij Grisin       | 1500 m      | 2:08,6        | *             |
| Borisz Jakimov         | 5000 m      | 8:12,6        | 19.           |
| Borisz Jakimov         | 10 000 m    | 16:59,7       | 7.            |
| Robert Merkulov        | 1500 m      | 2:10,3        | 5.            |
| Jurij Mihajlov         | 500 m       | nem ért célba | nem ért célba |
| Jurij Mihajlov         | 1500 m      | 2:08,6        | *             |
| Dmitrij Szakunyenko    | 5000 m      | 8:10,5        | 16.           |
| Jurij Szergejev        | 500 m       | 41,1          | 4.            |
| Borisz Silkov          | 1500 m      | 2:11,9        | 8.            |
| Borisz Silkov          | 5000 m      | 7:48,7        |               |
| Vlagyimir Silikovszkij | 10 000 m    | 17:17,6       | 16.           |

* - egy másik versenyzővel azonos eredményt ért el

## Jégkorong
| Szovjet férfi jégkorongcsapat-játékoskeret                                                                       | Szovjet férfi jégkorongcsapat-játékoskeret                                                                       | Szovjet férfi jégkorongcsapat-játékoskeret                                                      |
| --- | --- | ----------------------------------------------------------------------------------------------- |
| - Jevgenyij Babics - Vszevolod Bobrov - Alekszej Gurisev - Nyikolaj Hlisztov - Jurij Krilov - Alfred Kucsevszkij | - Valentyin Kuzin - Grigorij Mkrticsan - Viktor Nyikiforov - Jurij Pantyuhov - Nyikolaj Pucskov - Viktor Suvalov | - Genrih Szidorenkov - Nyikolaj Szologubov - Ivan Tregubov - Dmitrij Ukolov - Alekszandr Uvarov |

### Eredmények
Csoportkör
C csoport
| Csapat      | M | Gy | D | V | G+ | G– | Gk  | P |
| ----------- | - | -- | - | - | -- | -- | --- | - |
| Szovjetunió | 2 | 2  | 0 | 0 | 15 | 4  | +11 | 4 |
| Svédország  | 2 | 1  | 0 | 1 | 7  | 10 | –3  | 2 |
| Svájc       | 2 | 0  | 0 | 2 | 8  | 16 | –8  | 0 |

| 1956. január 27. | Szovjetunió (URS) | 5 – 1 (1–1, 2–0, 2–0) | Svédország | Cortina d’Ampezzo |

|  |  |  |  |  |
|  |  |  |  |  |
|  |  |  |  |  |
|  |  |  |  |  |

| 1956. január 29. | Szovjetunió (URS) | 10 – 3 (4–1, 2–0, 4–2) | Svájc | Cortina d’Ampezzo |

|  |  |  |  |  |
|  |  |  |  |  |
|  |  |  |  |  |
|  |  |  |  |  |

Döntő csoportkör
| 1956. január 30. | Szovjetunió (URS) | 4 – 1 (1–1, 1–0, 2–0) | Svédország | Cortina d’Ampezzo |

|  |  |  |  |  |
|  |  |  |  |  |
|  |  |  |  |  |
|  |  |  |  |  |

| 1956. január 31. | Szovjetunió (URS) | 8 – 0 (0–0, 7–0, 1–0) | Egyesült Német Csapat | Cortina d’Ampezzo |

|  |  |  |  |  |
|  |  |  |  |  |
|  |  |  |  |  |
|  |  |  |  |  |

| 1956. február 2. | Szovjetunió (URS) | 7 – 4 (2–1, 3–0, 2–3) | Csehszlovákia | Cortina d’Ampezzo |

|  |  |  |  |  |
|  |  |  |  |  |
|  |  |  |  |  |
|  |  |  |  |  |

| 1956. február 3. | Szovjetunió (URS) | 4 – 0 (0–0, 1–0, 3–0) | Egyesült Államok | Cortina d’Ampezzo |

|  |  |  |  |  |
|  |  |  |  |  |
|  |  |  |  |  |
|  |  |  |  |  |

| 1956. február 4. | Szovjetunió (URS) | 2 – 0 (0–0, 1–0, 1–0) | Kanada | Cortina d’Ampezzo |

|  |  |  |  |  |
|  |  |  |  |  |
|  |  |  |  |  |
|  |  |  |  |  |

Végeredmény
| Csapat                | M | Gy | D | V | G+ | G– | Gk  | P  |
| --------------------- | - | -- | - | - | -- | -- | --- | -- |
| Szovjetunió           | 5 | 5  | 0 | 0 | 25 | 5  | +20 | 10 |
| Egyesült Államok      | 5 | 4  | 0 | 1 | 26 | 12 | +14 | 8  |
| Kanada                | 5 | 3  | 0 | 2 | 23 | 11 | +12 | 6  |
| Svédország            | 5 | 1  | 1 | 3 | 10 | 17 | –7  | 3  |
| Csehszlovákia         | 5 | 1  | 0 | 4 | 20 | 30 | –10 | 2  |
| Egyesült Német Csapat | 5 | 0  | 1 | 4 | 6  | 35 | –29 | 1  |

| Csapat      | Helyezés |
| ----------- | -------- |
| Szovjetunió |          |

## Sífutás
Férfi
| Versenyző                                                         | Versenyszám     | Eredmény | Helyezés |
| ----------------------------------------------------------------- | --------------- | -------- | -------- |
| Nyikolaj Anyikin                                                  | 15 km           | 50:58    | 7.       |
| Viktor Baranov                                                    | 50 km           | 3:03:55  | 7.       |
| Minnevali Galijev                                                 | 15 km           | 52:49    | 18.      |
| Pavel Kolcsin                                                     | 15 km           | 50:17    |          |
| Pavel Kolcsin                                                     | 30 km           | 1:45:45  |          |
| Pavel Kolcsin                                                     | 50 km           | 2:58:00  | 6.       |
| Vlagyimir Kuzin                                                   | 15 km           | 51:36    | 10.      |
| Vlagyimir Kuzin                                                   | 30 km           | 1:46:09  | 5.       |
| Anatolij Seljuhin                                                 | 30 km           | 1:45:46  | 4.       |
| Anatolij Seljuhin                                                 | 50 km           | 2:56:40  | 5.       |
| Fjodor Tyerentyjev                                                | 30 km           | 1:46:43  | 6.       |
| Fjodor Tyerentyjev                                                | 50 km           | 2:53:32  |          |
| Fjodor Tyerentyjev Pavel Kolcsin Nyikolaj Anyikin Vlagyimir Kuzin | 4 × 10 km váltó | 2:15:30  |          |

Női
| Versenyző                                          | Versenyszám    | Eredmény | Helyezés |
| -------------------------------------------------- | -------------- | -------- | -------- |
| Ragyja Jerosina                                    | 10 km          | 38:16    |          |
| Anna Kaaleste                                      | 10 km          | 40:29    | 9.       |
| Alevtyina Kolcsina                                 | 10 km          | 38:46    | 4.       |
| Ljubov Kozireva                                    | 10 km          | 38:11    |          |
| Ljubov Kozireva Alevtyina Kolcsina Ragyja Jerosina | 3 × 5 km váltó | 1:09:28  |          |

## Síugrás
| Versenyző      | 1. ugrás | 1. ugrás | 1. ugrás | 2. ugrás | 2. ugrás | 2. ugrás | Összesítés | Összesítés |
| Versenyző      | Távolság | Pont     | Hely.    | Távolság | Pont     | Hely.    | Pont       | Helyezés   |
| -------------- | -------- | -------- | -------- | -------- | -------- | -------- | ---------- | ---------- |
| Jurij Moskin   | 73,0     | 91,5     | 35.      | 74,0     | 92,5     | 30.*     | 184,0      | 34.        |
| Nyikolaj Samov | 77,0     | 103,0    | 14.      | 74,5     | 98,0     | 20.      | 201,0      | 16.*       |
| Koba Cakadze   | 80,5     | 107,0    | 8.       | 82,5     | 78,0~    | 49.      | 185,0      | 30.**      |

* - egy másik versenyzővel azonos eredményt ért el

** - két másik versenyzővel azonos eredményt ért el

~ - az ugrás során elesett